# World Club Challenge 2010
El World Club Challenge de 2010 fue la decimoctava edición del torneo de rugby league más importante de clubes a nivel mundial.
El campeón del torneo fue el equipo australiano Melbourne Storm, equipo que posteriormente aceptó que había superado el tope salarial impuesto a los clubes de la National Rugby League, por lo que le fue revocado el título mundial así como las ligas locales de 2007 y 2009.
Los Rhinos fueron recompensados económicamente como si hubieran ganado el campeonato, sin embargo no se les otorgó el campeonato.

## Formato
Se enfrentan los campeones del año anterior de las dos ligas más importantes de rugby league del mundo, la National Rugby League y la Super League.

## Participantes
| Liga                       | Ganador         |
| -------------------------- | --------------- |
| National Rugby League 2009 | Melbourne Storm |
| Super League XIV           | Leeds Rhinos    |

## Encuentro
| 28 de febrero de 2010 | Leeds Rhinos | 10 - 18 | Melbourne Storm | Twickenham Stoop, Londres      |  |
|                       |              |         |                 | Asistencia: 3 612 espectadores |  |